# エステル・ゲティ
エステル・ゲティ（Estelle Getty、本名：Estelle Scher-Gettleman、1923年7月25日 – 2008年7月22日)は、アメリカ合衆国の俳優。代表作はThe Golden Girls（1985年-1992年）およびその後日談である The Golden Palace（1992年-1993年）（いずれもSophia Petrillo）、Empty Nest（1993年-1995年）など。これらの番組で彼女はエミー賞やゴールデングローブ賞を受賞した。
晩年は俳優業を引退しレビー小体型認知症とたたかった。

## 生涯

### キャリアをスタートさせるまで
ニューヨークにて、ポーランド出身のユダヤ教徒の娘として生まれ、エステル以外にも娘と息子が1人ずついた。
エステルの芸能人としてのキャリアはイディッシュ・シアターから始まり、キャッツキル山地のボルシチベルトの保養所でもコメディアンとして活動していた。このころの代表作として、ブロードウェイ版『トーチソング・トリロジー』のアーノルド（ハーヴェイ・ファイアスタイン）の母役が挙げられる。

### 俳優として

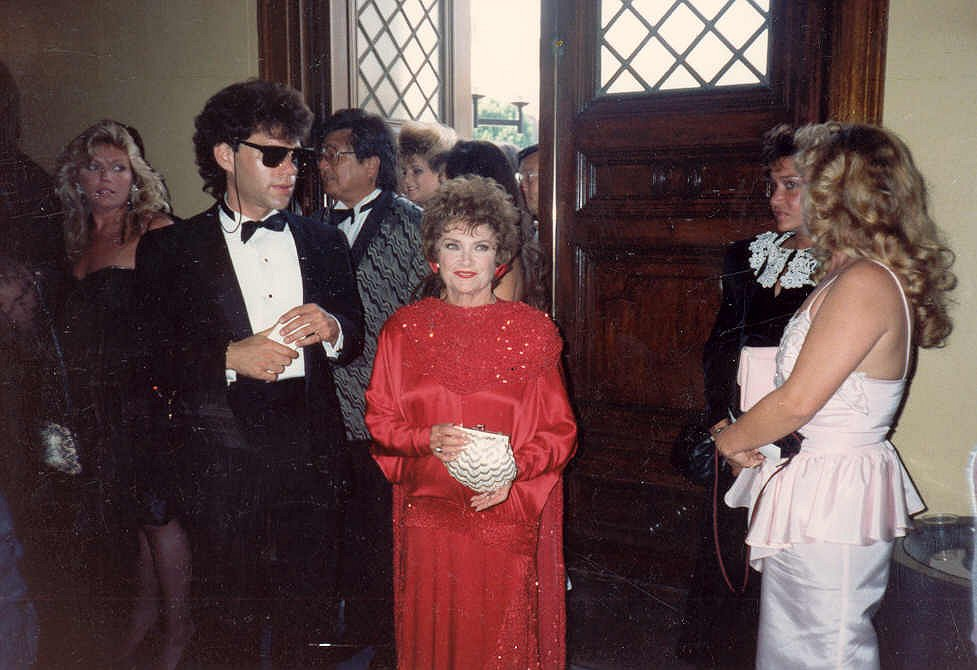
1988年、エミー賞受賞時より

1980年に放送されたシチュエーション・コメディThe Golden Girlsはヒット作となり、彼女が演じたSophia Petrilloは有名な役となった。彼女が演じたソフィアはビアトリス・アーサー演じる Dorothy Zbornakの母親であるシチリア系のユーモラスな女性という役どころだが、エステルの実年齢はアーサーより1歳年下だった。エステルはこの役で1988年にプライムタイム・エミー賞助演女優賞 （コメディ部門）を受賞した。
The Golden Girls放送期間中の1988年、エステルはSteve DelsohnとともにIf I Knew Then, What I Know Now... So What? (Contemporary Books, 1988)という自叙伝を出版した。
後年は1993年に発売された老人向けエクササイズビデオに出演したことで知られるようになった。

## 出演作品
- トッツィー Tootsie (1982)
- マスク Mask (1985)
- マネキン Mannequin (1987)
- 刑事ジョー/ママにお手あげ Stop! Or My Mom Will Shoot (1992)
- スチュアート・リトル Stuart Little (1999)

### テレビ番組
- コパカバーナ Copacabana (1985、テレビ映画)
- The Golden Girls (173話 1985–1992)
- Empty Nest (1988年から1991年まで2話分ゲスト出演、1993年から1995年までレギュラー)
- The Golden Palace (24話 1992–1993)

## 受賞歴

### エミー賞
- 1986 – 助演女優賞（コメディ部門） – The Golden Girls – (ノミネート)
- 1987 – 助演女優賞（コメディ部門） – The Golden Girls – (ノミネート)
- 1988 – 助演女優賞（コメディ部門） – The Golden Girls – (受賞)
- 1989 – 助演女優賞（コメディ部門） – The Golden Girls – (ノミネート)
- 1990 – 助演女優賞（コメディ部門） – The Golden Girls – (ノミネート)
- 1991 – 助演女優賞（コメディ部門） – The Golden Girls – (ノミネート)
- 1992 – 助演女優賞（コメディ部門） – The Golden Girls – (ノミネート)

### ゴールデングローブ賞
- 1985 – 女優賞（ミュージカル・コメディ部門） – The Golden Girls – (受賞)
- 1986 – 女優賞（ミュージカル・コメディ部門） – The Golden Girls – (受賞)
- 1991 – 助演女優賞（ミニシリーズ・テレビ映画部門） – The Golden Girls – (ノミネート)

### ゴールデンラズベリー賞
- 1992 – 最低助演女優賞 – 刑事ジョー/ママにお手あげ (受賞)